# 白鷹町営スキー場
白鷹町営スキー場（しらたかちょうえいスキーじょう）は、山形県西置賜郡白鷹町にあるスキー場。

## 概要

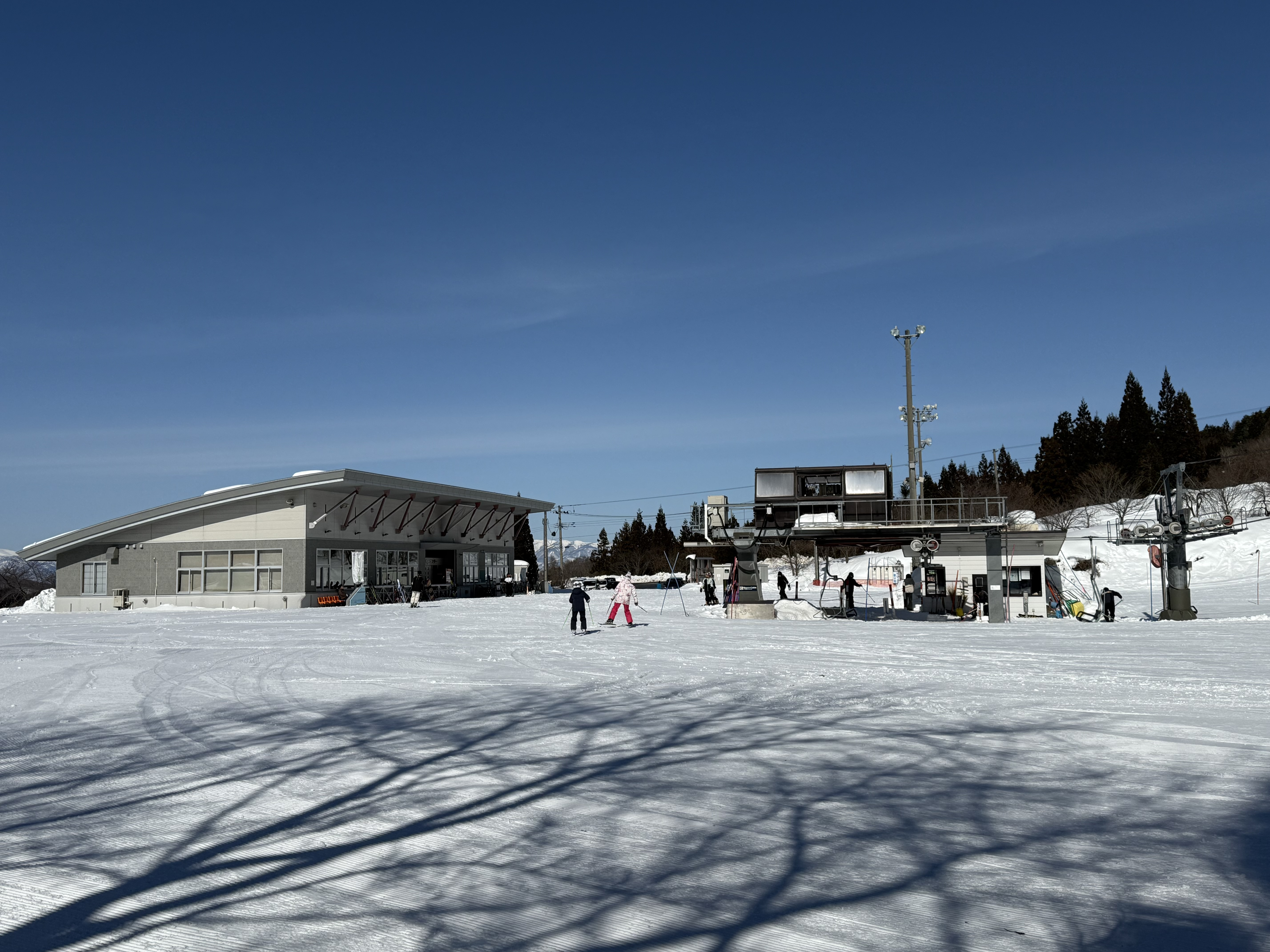
白鷹町営スキー場のスキーセンター

白鷹山の西斜面に整備されたスキー場。ナイター設備もあり、ナイター営業も行っている。スノーボードも全面で滑走可能。

## ゲレンデ
| コース名           | レベル     | 概要                                         |
| ------------------ | ---------- | -------------------------------------------- |
| ファミリーコース   | 初級・中級 | コース全長600m。斜度は最急18度（平均13度）。 |
| エキスパートコース | 中級・上級 | コース全長350m。斜度は最急22度（平均18度）。 |

## アクセス
- 自動車
  - 山形自動車道山形蔵王インターチェンジより国道348号経由で約35分[1]。

## その他
無料駐車場あり(280台)。